# Lampropterus adonis
Lampropterus adonis là một loài bọ cánh cứng trong họ Cerambycidae.